# Parlamentswahl im Libanon 1943
Die Parlamentswahlen im Libanon 1943 wurden am 29. August 1943 abgehalten, wobei in einem zweiten Wahlgang einige Wahlkreise am 4. September gewählt wurden. Es war die letzte Wahl im französischen Völkerbundmandat für Syrien und Libanon. Unabhängige Kandidaten gewannen die Mehrheit der Sitze, die Wahlbeteiligung lag bei 50,9 %.

## Ergebnisse
| Partei                                | Stimmen | Anteil  | Sitze |
| ------------------------------------- | ------- | ------- | ----- |
| Unabhängige                           |         | 65,5 %  | 36    |
| Bloc national libanais                |         | 20 %    | 11    |
| Bloc constitutionnel                  |         | 10,9 %  | 6     |
| Parti libéral démocrate arménien      |         | 1,8 %   | 1     |
| Fédération révolutionnaire arménienne |         | 1,8 %   | 1     |
| Ungültige                             |         | -       | -     |
| Gesamt                                | 129.621 | 100,0 % | 55    |